# 니지메니아속
니지메니아속(Nizymenia)은 진정홍조강 돌가사리목에 속하는 홍조류 속의 하나이다. 니지메니아과(Nizymeniaceae)의 유일속이며 3종으로 이루어져 있다. 약 20cm 정도까지 자란다. 오스트레일리아의 사우스오스트레일리아 주와 빅토리아 주, 테즈메이니아 주 주변 바다 수심 20m 이내의 얕은 조간대에 분포한다.

## 하위 종
- Nizymenia australis
- Nizymenia conferta
- Nizymenia furcata